# Veselé (Děčíni járás)
Veselé település Csehországban, Děčíni járásban. Veselé Markvartice, Janská, Huntířov, Česká Kamenice és Velká Bukovina településekkel határos. Lakosainak száma 378 fő (2024. január 1.).

## Népesség
A település lakosságának változását az alábbi diagram mutatja:
| Lakosok száma | 918  | 1141 | 981  | 399  | 311  | 321  | 343  | 341  | 347  | 378  |
|               | 1869 | 1900 | 1921 | 1961 | 1980 | 2011 | 2016 | 2019 | 2021 | 2024 |